# Segunda División de Venezuela 2010-11
La Temporada 2010-11 del Fútbol profesional Venezolano de la Segunda División de Venezuela se iniciará el 15 de agosto de 2010 con la participación de 20 equipos.
El torneo regresa al sistema de zonas, disputado por última vez en la Temporada 2007-08; a diferencias de las últimas tres temporadas, donde se disputó un torneo nacional, similar a la Primera División.

## Sistema de competición
Se formará dos grupos de 10 equipos, divididos por ubicación geográfica: Grupo centro-occidental y grupo centro-oriental. Se seguirá disputando los torneos Apertura y Clausura. Ambos grupos darán un campeón en el Apertura y otro en el Clausura. Estos equipos irán a un cuadrangular final en mayo, de donde saldrá el campeón del Torneo, el que termine en segundo lugar obtendrá el otro boleto a la máxima categoría.
En caso de que algún equipo filial terminé campeón de un torneo corto, su lugar en el cuadrangular lo tomará el siguiente equipo en la tabla de posiciones.
Los dos últimos equipos posicionados en la Tabla Acumulada de cada grupo, de la Temporada 2010/11 descienden a la Segunda División B de Venezuela, para dar un total de 4 descendidos.

## Cambios al final de la temporada 2009-10

### Intercambios entre la Primera División y la Segunda División
Ascienden a la Primera División:
- Caroní FC
- Atlético Venezuela

Descienden a la Segunda División:
- SD Centro Ítalo FC
- Llaneros de Guanare FC

### Intercambios entre la Segunda División y la Segunda División B
Ascienden a la Segunda División:
- Minasoro FC
- Lotería del Táchira FC
- Unión Atlético Aragua

Descienden a la Segunda División B:
- Hermandad Gallega FC
- Atlético Nacional de Puerto La Cruz

### Otros cambios
- El Deportivo Barinas se convierte en la filial del Zamora FC, Zamora FC B.
- El Real Bolívar COL y el Ureña Sport Club son invitados a jugar la división.
- El Unión Atlético San Antonio mantuvo la categoría, por decisión de la FVF, a pesar de haberla perdido la temporada anterior.

## Equipos participantes
Los equipos participantes en la Temporada 2010-11 de la Segunda División del Fútbol Venezolano son los siguientes:

### Grupo Centro-Occidental
| Club                       | Ciudad                  | Entrenador      | Estadio                       | Aforo  |
| -------------------------- | ----------------------- | --------------- | ----------------------------- | ------ |
| Club Deportivo San Antonio | San Antonio del Táchira | Jorge Romoa     | Pedro Rafael Chávez           | 10.000 |
| Lara FC                    | Barquisimeto            | Edson Tortolero | Metropolitano de Barquisimeto | 40.312 |
| Llaneros de Guanare FC     | Guanare                 | Julio Quintero  | Rafael Calles Pinto           | 13.000 |
| Lotería del Táchira FC     | San Cristóbal           | Angel Tolizano  | Complejo Deportivo UCAT       | 5.000  |
| Portuguesa FC              | Araure                  | Jhonny Lucena   | Estadio José Antonio Páez     | 18.000 |
| Real Bolívar               | Lagunillas              | Jorge Pérez     | Polideportivo 5 de Julio      | 5.000  |
| UA Maracaibo               | Maracaibo               | Alex García     | Pachencho Romero              | 45.000 |
| Unión Atlético San Antonio | San Antonio del Táchira | Nestor Saavedra | Polideportivo de Pueblo Nuevo | 42.500 |
| Ureña Sport Club           | Ureña                   | Edwin Quilaguri | Pedro Rafael Chávez           | 10.000 |
| Zamora FC B                | Barinas                 | Julio Quintero  | Reinaldo Melo                 | 5.000  |

### Grupo Centro-Oriental
| Club                  | Ciudad                   | Entrenador         | Estadio                       | Aforo  |
| --------------------- | ------------------------ | ------------------ | ----------------------------- | ------ |
| Angostura FC          | Ciudad Bolívar           | Horacio Matuszyczk | Estadio Ricardo Tulio Maya    | 2.500  |
| Atlético Piar         | Aragua de Maturín        | José Natera        | José Rafael "Chael" Leonett   | 5.000  |
| Caracas FC B          | Caracas                  | Jorge Giraldo      | Cocodrilos Sports Park        | 3.500  |
| Estrella Roja         | San Antonio de los Altos | Fidel Mora         | Los Castores                  | 1.000  |
| Fundación Cesarger FC | Cumaná                   | César Ñañez        | Polideportivo Félix Velásquez | 5.000  |
| Minasoro FC           | El Callao                | Leo Corvo          | Héctor Thomás                 | 5.000  |
| SD Centro Ítalo       | Caracas                  | Felix Hernández    | Brígido Iriarte               | 15.000 |
| Tucanes de Amazonas   | Puerto Ayacucho          | Willmer Ceballo    | Estadio Antonio José de Sucre | 5.000  |
| UCV FC                | Caracas                  | Ricardo Campos     | Olímpico de la UCV            | 23.000 |
| UA Aragua             | San Mateo                | Winston Arriaza    | Héroes de San Mateo           | 10.000 |

## Torneo Apertura 2010
Los resultados indicados en la tablas ubicada a la derecha están bajo el siguiente código de colores: azul corresponden a victoria del equipo local, rojo a victoria visitante, amarillo a empate, y verde a trinfuo por incomparecencia.

Actualizado hasta la jornada 12 disputada en su mayoría 

Fuente:FVF

### Grupo Centro Occidente
|    | Equipo                 | J  | G | E | P | GF | GC | PTS | DG  |
| -- | ---------------------- | -- | - | - | - | -- | -- | --- | --- |
| 1  | Llaneros de Guanare    | 18 | 9 | 5 | 4 | 29 | 17 | 32  | +12 |
| 2  | Portuguesa FC          | 18 | 9 | 5 | 4 | 26 | 19 | 32  | +7  |
| 3  | Lotería del Táchira FC | 18 | 7 | 8 | 3 | 32 | 25 | 29  | +7  |
| 4  | Lara FC                | 18 | 6 | 7 | 5 | 25 | 25 | 25  | 0   |
| 5  | UA San Antonio         | 18 | 6 | 6 | 6 | 25 | 25 | 24  | 0   |
| 6  | Zamora FC B            | 18 | 7 | 3 | 8 | 28 | 29 | 24  | -1  |
| 7  | Real Bolívar           | 18 | 5 | 6 | 7 | 25 | 30 | 21  | -5  |
| 8  | Ureña Sport Club       | 18 | 5 | 5 | 8 | 20 | 24 | 20  | -4  |
| 9  | UA Maracaibo           | 18 | 4 | 6 | 8 | 26 | 31 | 18  | -5  |
| 10 | CD San Antonio         | 18 | 4 | 5 | 9 | 21 | 32 | 17  | -11 |

| Apertura 2010          | CDSA | LAR | LLA | LTA | POR | RBO | UAM | UASA | URE | ZAM |
| CD San Antonio         |      | 1-0 | 3-1 | 1-1 | 2-2 | 0-0 | 2-3 | 0-1  | 1-3 | 3-0 |
| Lara FC                | 3-2  |     | 1-1 | 3-3 | 1-0 | 2-1 | 1-1 | 0-2  | 2-1 | 2-1 |
| Llaneros de Guanare    | 0-0  | 1-1 |     | 2-1 | 5-0 | 3-0 | 3-1 | 2-0  | 2-1 | 2-0 |
| Lotería Del Táchira FC | 5-2  | 0-0 | 1-1 |     | 3-1 | 4-2 | 3-2 | 1-0  | 2-1 | 1-0 |
| Portuguesa FC          | 2-0  | 1-0 | 3-1 | 0-0 |     | 3-0 | 1-0 | 0-0  | 3-0 | 3-2 |
| Real Bolívar           | 3-0  | 2-2 | 1-0 | 0-0 | 2-2 |     | 1-1 | 2-2  | 1-0 | 2-1 |
| UA Maracaibo           | 3-0  | 2-4 | 0-1 | 3-1 | 1-1 | 1-2 |     | 1-0  | 1-1 | 0-2 |
| UA San Antonio         | 2-3  | 3-1 | 2-1 | 1-1 | 1-3 | 3-2 | 2-2 |      | 1-1 | 1-1 |
| Ureña SC               | 1-1  | 2-1 | 0-1 | 3-3 | 1-0 | 2-1 | 1-1 | 1-2  |     | 1-0 |
| Zamora FC B            | 2-0  | 1-1 | 2-2 | 3-2 | 0-1 | 4-3 | 5-3 | 3-2  | 1-0 |     |
|                        | CDSA | LAR | LLA | LTA | POR | RBO | UAM | UASA | URE | ZAM |

### Grupo Centro Oriental
|    | Equipo                | J  | G  | E | P  | GF | GC | PTS | DG  |
| -- | --------------------- | -- | -- | - | -- | -- | -- | --- | --- |
| 1  | Tucanes de Amazonas   | 18 | 12 | 3 | 3  | 34 | 12 | 39  | +22 |
| 2  | UCV FC                | 18 | 11 | 5 | 2  | 31 | 13 | 38  | +18 |
| 3  | Caracas FC B          | 18 | 10 | 4 | 4  | 39 | 17 | 34  | +22 |
| 4  | SD Centro Ítalo       | 18 | 10 | 4 | 4  | 29 | 17 | 34  | +12 |
| 5  | Angostura FC          | 18 | 5  | 7 | 6  | 26 | 18 | 22  | +8  |
| 6  | UA Aragua             | 18 | 5  | 6 | 7  | 31 | 33 | 21  | -2  |
| 7  | Fundación Cesarger FC | 18 | 4  | 7 | 7  | 17 | 21 | 19  | -4  |
| 8  | UA Piar               | 18 | 4  | 4 | 10 | 16 | 41 | 16  | -25 |
| 9  | Minasoro FC           | 18 | 3  | 6 | 9  | 25 | 44 | 15  | -19 |
| 10 | Estrella Roja FC      | 18 | 1  | 4 | 13 | 11 | 43 | 7   | -32 |

| Apertura 2010     | ANG | CAR | SDCI | ERO | FCE | MNS | TAM | UUA | UAP | UCV |
| Angostura FC      |     | 0-1 | 2-3  | 3-0 | 3-2 | 1-1 | 2-0 | 3-3 | 4-0 | 0-0 |
| Caracas FC B      | 1-1 |     | 4-1  | 3-1 | 3-0 | 8-2 | 3-2 | 3-2 | 6-0 | 0-1 |
| SD Centro Italo   | 1-0 | 0-0 |      | 4-1 | 1-0 | 2-2 | 0-2 | 4-1 | 3-0 | 0-1 |
| Estrella Roja FC  | 0-4 | 0-0 | 0-3  |     | 1-2 | 1-1 | 0-2 | 1-3 | 0-0 | 1-7 |
| Fund. Cesarger FC | 0-0 | 2-1 | 1-0  | 0-0 |     | 2-2 | 0-1 |     | 4-0 | 0-0 |
| Minasoro FC       | 0-0 | 2-1 | 2-3  | 2-1 | 1-0 |     | 1-4 | 1-2 | 2-2 | 1-2 |
| Tuc. de Amazonas  | 2-1 | 0-0 | 0-0  | 4-1 | 3-0 | 3-1 |     | 1-1 | 3-1 | 2-0 |
| UA Aragua         | 1-1 | 3-2 | 0-1  | 0-2 | 1-1 | 3-1 | 0-3 |     | 6-1 | 1-1 |
| UA Piar           | 2-1 | 0-2 | 0-2  | 3-0 | 1-1 | 3-0 | 0-2 | 2-1 |     | 1-1 |
| UCV FC            | 1-0 | 0-1 | 1-1  | 2-1 | 1-0 | 6-3 | 1-0 | 3-1 | 3-0 |     |
|                   | ANG | CAR | SDCI | ERO | FCE | MNS | TAM | UUA | UAP | UCV |

## Torneo Clausura 2011
Los resultados indicados en la tablas ubicada a la derecha están bajo el siguiente código de colores: azul corresponden a victoria del equipo local, rojo a victoria visitante, amarillo a empate, verde a triunfo por incomparecencia, y ocre a una incomparecencia administrativa debido a insolvencia.
Las iniciales significan: ND No se disputó. PC Partido cumplido

Actualizado hasta la jornada 3, disputada en su mayoría el sábado 5 de febrero

Fuente:FVF

### Grupo Centro Occidente
|   | Equipo                 | J  | G | E | P  | GF | GC | PTS | DG  |
| - | ---------------------- | -- | - | - | -- | -- | -- | --- | --- |
| 1 | Real Bolívar           | 16 | 9 | 3 | 4  | 27 | 19 | 30  | +8  |
| 2 | Portuguesa FC          | 15 | 8 | 5 | 2  | 28 | 16 | 29  | +12 |
| 3 | Llaneros de Guanare    | 16 | 8 | 3 | 5  | 28 | 22 | 27  | +7  |
| 4 | Ureña Sport Club       | 16 | 7 | 4 | 5  | 25 | 23 | 25  | +2  |
| 5 | Lotería del Táchira FC | 16 | 7 | 3 | 6  | 29 | 20 | 24  | +9  |
| 6 | UA San Antonio         | 15 | 6 | 3 | 6  | 17 | 15 | 21  | +2  |
| 7 | Zamora FC B            | 16 | 6 | 2 | 8  | 20 | 26 | 20  | -6  |
| 8 | Lara FC                | 15 | 2 | 5 | 8  | 11 | 23 | 11  | -12 |
| 9 | CD San Antonio         | 15 | 2 | 2 | 11 | 11 | 32 | 8   | -21 |

| Clausura 2011          | CDSA | LAR | LLA | LTA | POR | RBO | UASA | URE | ZAM |
| CD San Antonio         |      | 1-1 | 0-3 | 2-1 | 3-2 | 1-2 | 0-1  | 0-3 | 0-1 |
| Lara FC                | PC   |     | 3-0 | 0-3 | 0-0 | 1-2 | 1-3  | 1-1 | 1-0 |
| Llaneros de Guanare    | 3-0  | 2-0 |     | 3-3 | 2-1 | 4-3 | 2-1  | 3-1 | 3-0 |
| Lotería del Táchira FC | 5-0  | 1-0 | 3-1 |     | 1-1 | 0-3 | 3-1  | 1-2 | 0-3 |
| Portuguesa FC          | 2-1  | 2-2 | 2-0 | 1-1 |     | 4-2 | 1-0  | 2-0 | 2-0 |
| Real Bolívar           | 1-0  | 3-0 | 2-1 | 0-1 | 1-1 |     | 3-1  | 2-1 | 3-1 |
| UA San Antonio         | 4-1  | 2-0 | 0-0 | 2-1 | PC  | 0-1 |      | 1-1 | 2-0 |
| Ureña SC               | 1-1  | 2-1 | 1-1 | 2-1 | 1-3 | 2-1 | 1-0  |     | 2-4 |
| Zamora FC B            | 2-0  | 4-0 | 1-0 | 0-4 | 1-4 | 1-1 | 0-0  | 1-4 |     |
|                        | CDSA | LAR | LLA | LTA | POR | RBO | UASA | URE | ZAM |

(*) El Unión Atlético Maracaibo no participará en el Torneo Clausura.

### Grupo Centro Oriental
|    | Equipo                | J  | G  | E | P  | GF | GC | PTS | DG  |
| -- | --------------------- | -- | -- | - | -- | -- | -- | --- | --- |
| 1  | Angostura FC          | 18 | 13 | 2 | 3  | 29 | 11 | 41  | +18 |
| 2  | Tucanes de Amazonas   | 18 | 12 | 4 | 2  | 48 | 12 | 40  | +36 |
| 3  | Caracas FC B          | 18 | 10 | 5 | 3  | 38 | 22 | 35  | +16 |
| 4  | SD Centro Ítalo       | 17 | 10 | 4 | 3  | 39 | 17 | 34  | +22 |
| 5  | Fundación Cesarger FC | 18 | 6  | 6 | 6  | 26 | 27 | 24  | -1  |
| 6  | UCV FC                | 18 | 6  | 4 | 8  | 16 | 22 | 24  | -6  |
| 7  | Minasoro FC           | 18 | 6  | 3 | 9  | 31 | 39 | 21  | -8  |
| 8  | UA Aragua             | 17 | 4  | 4 | 8  | 35 | 39 | 16  | -4  |
| 9  | Estrella Roja FC      | 18 | 3  | 1 | 14 | 16 | 57 | 10  | -41 |
| 10 | UA Piar               | 18 | 1  | 2 | 15 | 12 | 44 | 5   | -32 |

| Clausura 2011     | ANG | CAR   | SDCI | ERO | FCE | MNS | TAM | UUA | UAP | UCV |
| Angostura FC      |     |       | 1-1  | 3-0 | 2-0 |     |     | 2-1 | 5-0 | 1-0 |
| Caracas FC B      | 2-1 |       |      | 3-0 | 1-1 | 6-1 |     | 3-0 | 3-0 |     |
| SD Centro Italo   |     | 2-0   |      | 4-0 | 3-2 | 3-1 | 2-0 |     | 3-0 | 1-0 |
| Estrella Roja FC  | 0-1 |       |      |     | 2-1 | 2-3 | 0-8 |     |     |     |
| Fund. Cesarger FC |     |       | 0-0  | 3-2 |     | 0-3 |     | 3-0 |     | 5-0 |
| Minasoro FC       | 0-1 | 1-2   | 0-3  |     | 2-2 |     |     | 1-4 |     |     |
| Tuc. de Amazonas  | 2-0 | 6-1   |      | 5-0 |     | 5-2 |     | 5-1 | 2-1 | 3-0 |
| UA Aragua         | 1-1 | 1-2   | 2-2  |     |     |     | 0-3 |     |     | 1-3 |
| UA Piar           | 0-0 |       | 0-3  | 0-3 | 1-2 | 1-2 | 0-1 | 4-1 |     |     |
| UCV FC            | 1-2 | Susp. |      | 2-0 |     |     | 0-0 |     |     |     |
|                   | ANG | CAR   | SDCI | ERO | FCE | MNS | TAM | UUA | UAP | UCV |

## Serie Final
Para el cuadrangular final clasificaron:
- Llaneros de Guanare (campeón del Apertura Centro-Occidental)
- Tucanes de Amazonas (campeón del Apertura Centro-Oriental)
- Real Bolívar (campeón del Clausura Centro-Occidental)
- Angostura FC (Campeón del Clausura Centro-Oriental)

Los cuatro equipos jugarán un todos contra todos, a partido de ida y vuelta. La primera jornada será el domingo 15 de mayo

### 1.ª Jornada
| 15 de mayo de 2011 | Tucanes de Amazonas | 0:1 | Llaneros de Guanare | Ricardo Maya, Puerto Ayacucho                            |                                                          |
|                    |                     |     | Ever Espinoza       | Asistencia: 3200 espectadores Árbitro(s): Juan Soto (DC) | Asistencia: 3200 espectadores Árbitro(s): Juan Soto (DC) |

| 15 de mayo de 2011 | Real Bolívar | 1:1     | Angostura FC | Estadio Pachencho Romero, Maracaibo                        |                                                            |
|                    | José Guevara | Reporte | Juan Ángulo  | Asistencia: 300 espectadores Árbitro(s): Maiker Gómez (DC) | Asistencia: 300 espectadores Árbitro(s): Maiker Gómez (DC) |

### 2.ª Jornada
| 22 de mayo de 2011 | Angostura FC                                              | 3:3     | Llaneros de Guanare                          | Ricardo Maya, Ciudad Bolívar                                                  |                                                                               |
|                    | Edwar González 12' · Luis Ramos 25' · Carlos Martínez 67' | Reporte | Ever Espinoza 61' 88p' · Ely Valderrey 90+2' | Asistencia: 2800 espectadores Árbitro(s): Candelario Andarica (Nueva Esparta) | Asistencia: 2800 espectadores Árbitro(s): Candelario Andarica (Nueva Esparta) |

| 22 de mayo de 2011 | Real Bolívar | 0:0     | Tucanes de Amazonas | Estadio Pachencho Romero, Maracaibo                             |                                                                 |
|                    |              | Reporte |                     | Asistencia: 300 espectadores Árbitro(s): José Marquina (Mérida) | Asistencia: 300 espectadores Árbitro(s): José Marquina (Mérida) |

### 3.ª Jornada
| 29 de mayo de 2011 | Llaneros de Guanare | 0:1 | Real Bolívar | Rafael Calle Pinto, Guanare                                                   |  |
|                    |                     |     |              | Asistencia: 2800 espectadores Árbitro(s): Candelario Andarica (Nueva Esparta) |  |

| 22 de mayo de 2011 | Tucanes de Amazonas | 4:3 | Angostura FC | José Antonio Sucre, Puerto Ayacucho                             |  |
|                    |                     |     |              | Asistencia: 300 espectadores Árbitro(s): José Marquina (Mérida) |  |

### 4.ª Jornada
| 5 de junio de 2011 | Real Bolívar COL | 1:2 | Llaneros de Guanare                        | Estadio Pachencho Romero, Maracaibo     |                                         |
|                    | Dany Cure 90+3'  |     | Ever Espinoza 50p' · Roberto Jiménez 90+1' | Árbitro(s): Gustavo Maldonado (Táchira) | Árbitro(s): Gustavo Maldonado (Táchira) |

| 15 de mayo de 2011 | Angostura FC  | 1:5 | Tucanes de Amazonas                                                                                    | Ricardo Maya, Ciudad Bolívar      |                                   |
|                    | Jorge Ruíz 8' |     | Jesús Quintero 26p' · Robert Díaz 65' · Roberto Torres 76' · Víctor Rentería 86' · Francisco Serna 89' | Árbitro(s): Paúl Riera (Carabobo) | Árbitro(s): Paúl Riera (Carabobo) |

### 5.ª Jornada
| 12 de junio de 2011 | Llaneros de Guanare                                              | 4:1     | Tucanes de Amazonas | Rafael Calle Pinto, Guanare                                          |                                                                      |
|                     | Wilfredo Alvarado 8' · Ever Espinoza 30' · Erick Márquez 41' 44' | Reporte | Jorge Giraldo 51'   | Asistencia: 6000 espectadores Árbitro(s): José Luis Hoyos (Trujillo) | Asistencia: 6000 espectadores Árbitro(s): José Luis Hoyos (Trujillo) |

| 12 de junio de 2011 | Angostura FC | 0:2     | Real Bolívar COL                      | Ricardo Maya, Ciudad Bolívar]                                   |                                                                 |
|                     |              | Reporte | Joseph Terán 54' · Douglas Bracho 79' | Asistencia: 450 espectadores Árbitro(s): Héctor Rojas (Monagas) | Asistencia: 450 espectadores Árbitro(s): Héctor Rojas (Monagas) |

### 6.ª Jornada
| 19 de junio de 2011 | Llaneros fc           | 2:1     | Angostura           | Rafael Calles Pinto, Guanare                                            |                                                                         |
|                     | Ever Espinoza 52' 80' | Reporte | Dennys Castillo 28' | Asistencia: 6.000 espectadores Árbitro(s): Walter Gómez (Dtto. Capital) | Asistencia: 6.000 espectadores Árbitro(s): Walter Gómez (Dtto. Capital) |

| 19 de junio de 2011 | Tucanes de Amazonas                                         | 3:1     | Real Bolivar COL | Antonio Jose de Sucre, Puerto Ayacucho                                 |                                                                        |
|                     | Victor Renteria 52' Jesus Quintero 63'(p) Dionar García 92' | Reporte | Dani Cure 54'    | Asistencia: 7.000 espectadores Árbitro(s): Alejandro Ramírez (Miranda) | Asistencia: 7.000 espectadores Árbitro(s): Alejandro Ramírez (Miranda) |

### Clasificación final
|   | Equipo              | J | G | E | P | GF | GC | PTS | DG |
| - | ------------------- | - | - | - | - | -- | -- | --- | -- |
| 1 | Llaneros de Guanare | 6 | 4 | 1 | 1 | 12 | 7  | 13  | +5 |
| 2 | Tucanes de Amazonas | 6 | 3 | 1 | 2 | 13 | 10 | 10  | +3 |
| 3 | Real Bolívar COL    | 6 | 2 | 2 | 2 | 6  | 6  | 8   | 0  |
| 4 | Angostura FC        | 6 | 0 | 2 | 4 | 10 | 18 | 2   | -8 |

Llaneros de Guanare

Campeón